# Primum non nocere
„Primum non nocere“ в превод от латински език означава: „Преди всичко не вреди“.
Това е основен принцип в медицинската професия, залегнал още в Хипократовата клетва.